# Ziektekostenverzekering
De ziektekostenverzekering is een verzekering die de meeste kosten van medisch advies, behandelingen, medicijnen, het gebruik van hulpmiddelen of andere voorzieningen op grond van een medische noodzaak vergoedt.

## Kenmerken
De kosten kunnen ontstaan als gevolg van ziekte, ongeval of gebrek, maar ook uit preventie (controle tandarts) of zonder dat er sprake is van ziekte of gebrek, bijvoorbeeld zwangerschap of om cosmetische redenen.
Meestal biedt deze verzekering een gedeeltelijke of gehele vergoeding van de noodzakelijke kosten voor medicijnen, hulpmiddelen, behandelingen, voorzieningen, ziekenhuisverblijf, en soms voor extra gemaakte kosten en loonderving.

### Landen
In veel landen maakt een ziektekostenverzekering onderdeel uit van het stelsel van sociale zekerheid. Zo stelt de Nederlandse Grondwet:

De overheid treft maatregelen ter bevordering van de volksgezondheid.

De meeste Europese grondwetten kennen een dergelijke bepaling. De meeste Europese overheden hebben gekozen voor het opzetten van een betaalbaar systeem van zorgverzekeringen. In het Verenigd Koninkrijk heeft iedereen recht op gratis gezondheidszorg.
De premie die men voor de ziektekostenverzekering betaalt kan van vele factoren afhankelijk zijn en is sterk afhankelijk van de overheidsmaatregelen per land. In Nederland kwam het vooral voor de invoering van de basisverzekering regelmatig voor dat werkgevers bijbetaalden aan de premie van de particuliere ziektekostenverzekering. Hedendaags wordt de premie ZorgVerzekeringsWet (ZVW) door de werkgever afgedragen en dienen alle werknemers van 18 jaar en ouder over een ziektekostenverzekering te beschikken waarvoor zij zelf zorgpremie betalen.
Ziektekostenverzekeringen zijn in sommige landen een belangrijk onderdeel van de secundaire arbeidsvoorwaarden. In de Verenigde Staten sloot traditioneel de werkgever een ziektekostenverzekering af voor de werknemer, met name omdat een individuele polis daar vrijwel onbetaalbaar is voor de gemiddelde particulier. Tijdens het presidentschap van Obama en zijn Obamacare werden miljoenen extra Amerikaanse werknemers zeker van een zorgverzekering. 

### Verschillen
Een aantal landen hanteren verschillende regels met betrekking tot ziektekostenverzekeringen. Deze staan hieronder opgesomd. 
- Ziekenfonds (België), een verplichte ziektekostenverzekering in België;
- Zorgverzekering (Nederland), een verplichte [2] ziektekostenverzekering in Europees Nederland;
- Zorgverzekering Caribisch Nederland, een verplichte collectieve ziektekostenverzekering in Caribisch Nederland;
- Zorgverzekering (Vlaanderen), een verplichte niet-medische zorgverzekering in Vlaanderen.
- Algemene Ziektekosten Verzekering (Aruba), een verplichte algemene ziektekostenverzekering in Aruba.

## Verzekerings- en acceptatieplicht
In veel gevallen is de ziektekostenverzekering een verplichte verzekering, die zelfs indien nodig kan worden afgedwongen. Dit wordt vaak gecombineerd met een acceptatieplicht: de verzekeringsmaatschappij moet iedere verzekerde ten minste een basispakket bieden en iedere aanvraag daarvoor accepteren.